# Stratiomys leucopsis
Stratiomys leucopsis är en tvåvingeart som beskrevs av Christian Rudolph Wilhelm Wiedemann 1830. Stratiomys leucopsis ingår i släktet Stratiomys och familjen vapenflugor. Inga underarter finns listade i Catalogue of Life.